# 薔薇の婚礼〜真夜中に交わした約束〜
「薔薇の婚礼〜真夜中に交わした約束〜」（ばらのこんれい まよなかにかわしたやくそく）は、2001年11月3日公開の日本映画（実写）。ヴィジュアル系ロックバンドMALICE MIZERの初出演・初主演映画である。

## 概要
吸血鬼を題材とし、中世ヨーロッパを舞台とした耽美ホラーファンタジー、サイレント映画。花嫁を求める吸血鬼と婚約者を奪われた青年の対決を描いた。
2001年9月21日、公開に先駆けて、薔薇の婚礼の秘密が隠された序章VIDEO「薔薇の伝承〜真夜中に交わした約束〜」が発売された。
同年10月15日、映画写真集第一弾『薔薇の輪舞〜真夜中に交わした約束〜』をリリース。
池袋のシネ・リーブルでポストカード付き前売券が発売された。
2002年3月22日、ケイエスエスよりDVDが発売。

## 物語概要
中世のロンドン。青年のもとに仕事を依頼する１通の手紙が届いた。同封されていた列車の切符を手にした青年は婚約者セシルを残し、依頼人・ドラキュラ伯爵の住むトランシルバニアへ赴く事に。だが、その城では恐ろしい悪夢が待ち受けていた。

## 音楽
全編において、MALICE MIZERの楽曲が使用されている。2001年10月、メインテーマ「真夜中に交わした約束〜薔薇の婚礼〜」のCD&DVDセットが発売された。その他の劇中曲は「薔薇の聖堂」に収録されている。

## データ
- 劇場公開：2001年（平成13年）11月3日
- 上映時間：78分

## キャスト
- Klaha（Klaha） - ヒロインの婚約者の青年。
- Mana（Mana）
- Közi（Közi）
- ドラキュラ伯爵（Yu〜ki） - 長い黒髪の吸血鬼。
- セシル（永吉輝美） - 今作のヒロインで、青年の婚約者。

## 主なスタッフ
- 配給：ギャガ・コミュニケーションズ＝Kシネマグループ
- 製作：仁平幸男、馬上伸一
- 企画：高野秀夫、竹本克明
- プロデューサー：林由恵、公野勉
- 監督：武藤浩之
- 脚本：武藤浩之
- 助監督：シマダアケミ、クロサワタカオ
- Co.プロデューサー：鈴木裕光、坂上也寸志
- ラインプロデューサー：丸山正雄
- テクニカルディレクター：石垣力
- チーフカメラマン：ナカノシンゴ
- カメラマン：タカコシジュン、フチノユウスケ
- 照明監督：山口洋明
- 編集：タカハシナオタカ、深野俊英
- 美術プロデューサー：橋本千春
- 美術監督：塩田仁
- 衣装：竹内修、オオサコヤスヒデ
- ミュージックスーパーバイザー：ツチダショウジ
- スクリプター：イノウエヒロミ
- スチール：ツカゴシケンジ
- 特殊効果：Locust
- 音響効果：シモジョウヨシユキ
- 特殊メイク：四塚正広

## エピソード
Manaはホラー映画好きで、特に影響を受けたものの一つのはダリオ・アルジェント監督の「サスペリア」。今作をはじめMALICE MIZERの作品にもその影響が色濃く表れている。
劇中で切符に書かれた日付が「十三日　金曜日」となっているのは、「13日の金曜日」のオマージュ。

## 関連書籍
- 薔薇の輪舞〜真夜中に交わした約束〜 [写真集]（ケイエスエス、2001年10月31日発行）
- 薔薇の悲劇〜真夜中に交わした約束〜 [写真集]（ケイエスエス、2002年3月発行）